# Primeiros centros do Cristianismo

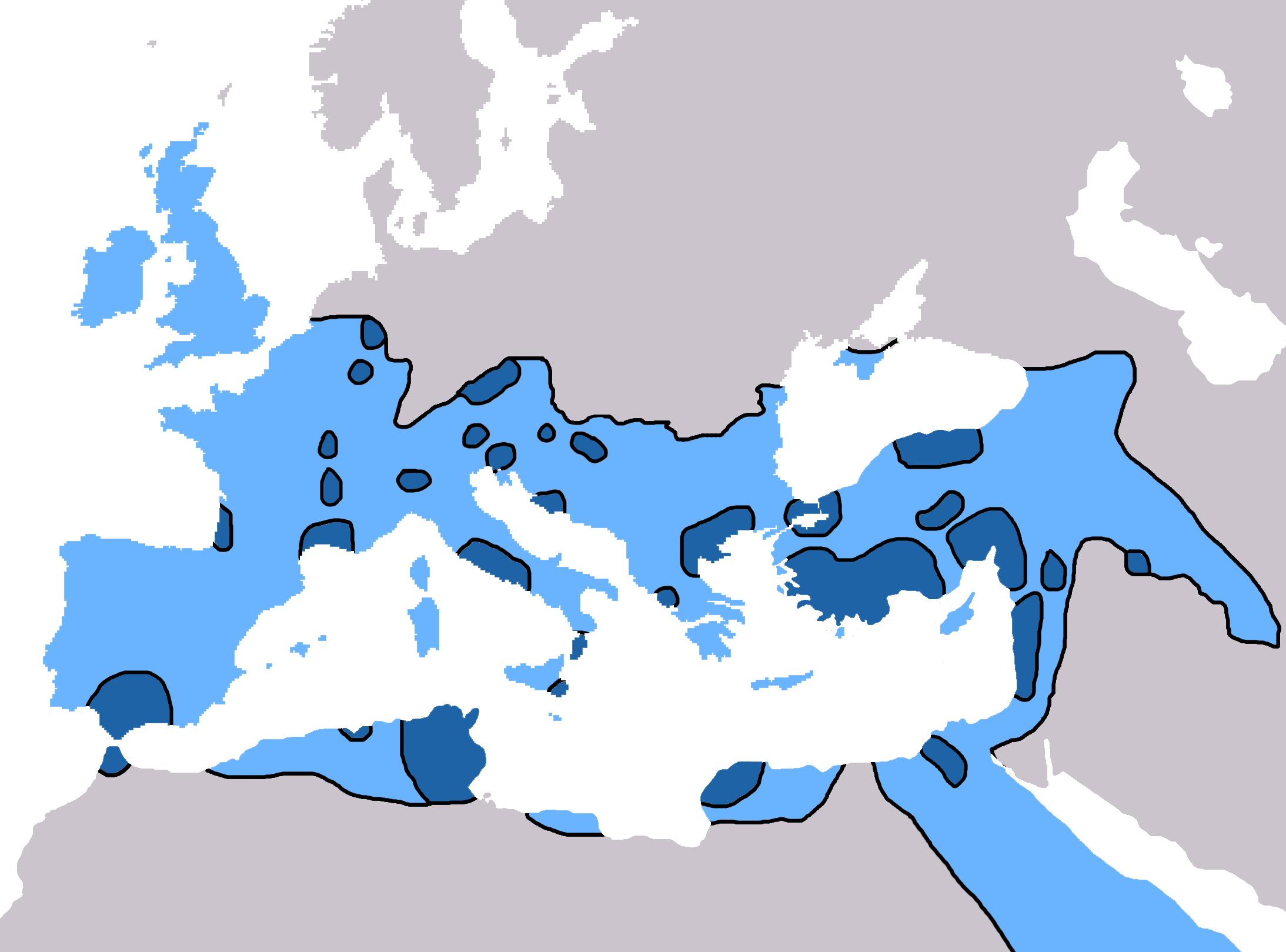
Desenvolvimento do Cristianismo até 325.
Desenvolvimento do Cristianismo até 600.
O mapa não reflete com precisão a conversão dos Arsácidas da Armênia em 301 ou do Cristianismo da Britânia (província romana) em 300.

O Cristianismo primitivo (até o primeiro Concílio de Niceia em 325) se espalhou do Mediterrâneo Oriental por todo o Império Romano e além. Originalmente, essa progressão estava intimamente ligada aos centros judaicos já estabelecidos na Terra Santa e na diáspora judaica. Os primeiros seguidores do Cristianismo foram judeus ou prosélitos, comumente referidos como cristãos judeus e tementes a Deus.
Supõe-se que as sés apostólicas foram fundadas por um ou mais apóstolos de Jesus, que se diz terem se dispersado de Jerusalém algum tempo após a crucificação de Jesus, c. 26–36, talvez seguindo a Grande Comissão (a missão divina dos apóstolos). Os primeiros cristãos reunidos em pequenas casas particulares, conhecidas como igrejas domésticas, mas toda a comunidade cristã de uma cidade também seria chamada igreja - o substantivo grego ἐκκλησία significa literalmente assembleia, reunião ou congregação mas é traduzida como igreja.
Muitos desses cristãos primitivos eram comerciantes e outros que tinham razões práticas para viajar para o norte da África, Ásia Menor, Arábia, Grécia e outros lugares. Mais de 40 dessas comunidades foram estabelecidas no ano 100, muitas na Anatólia, também conhecida como Ásia Menor, como as Sete Igrejas da Ásia. No final do primeiro século, o Cristianismo já havia se espalhado por Roma e pelas principais cidades da Armênia, Grécia e Síria, servindo de base para a expansão expansiva do Cristianismo, eventualmente em todo o mundo.

## Império Romano do Oriente

### Jerusalém

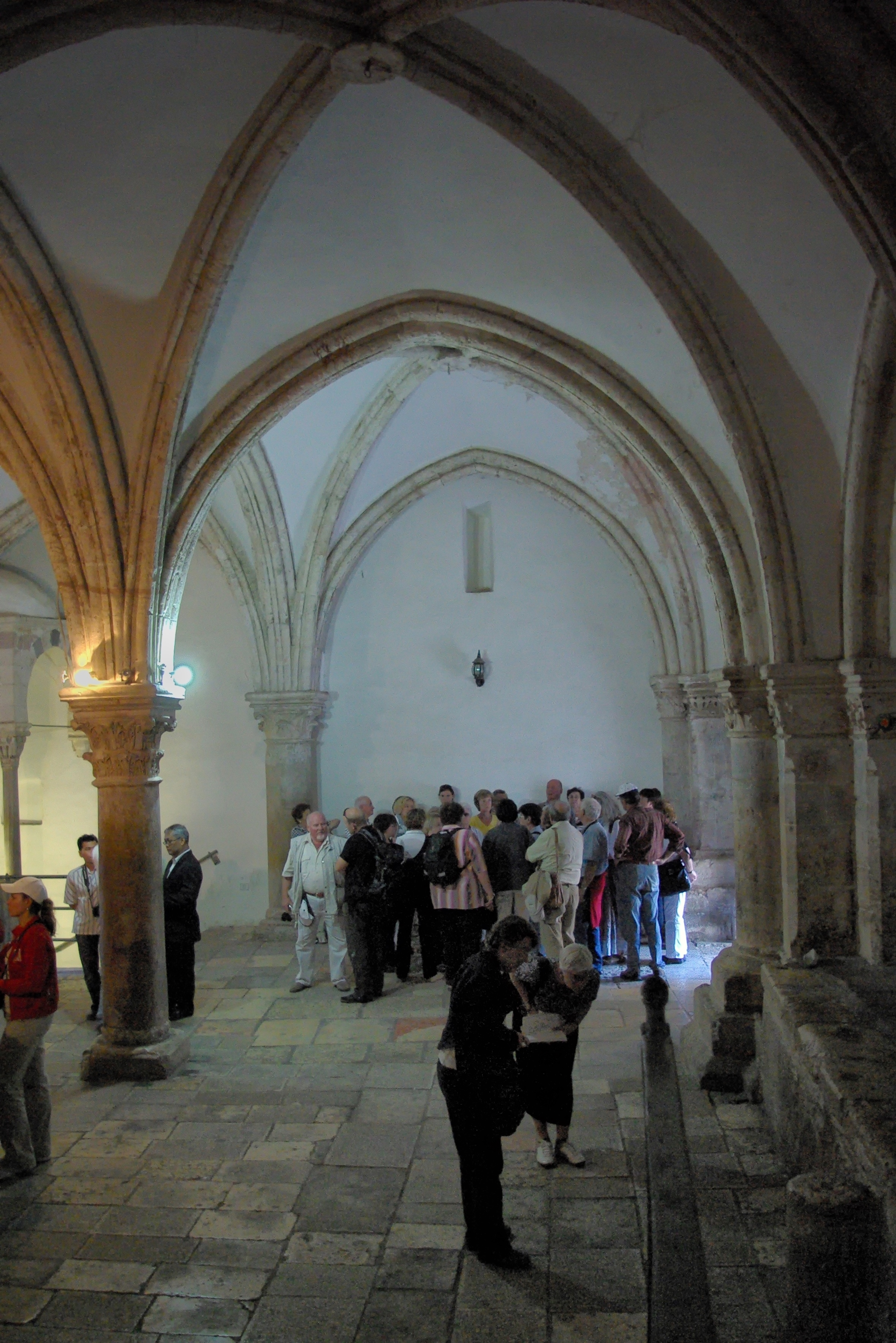
O Cenáculo no Monte Sião, alegou ser o local da Última Ceia e Pentecostes. Bargil Pixner afirma que a Igreja dos Apóstolos original está localizada sob a estrutura atual.

Um diagrama da Igreja do Santo Sepulcro, baseado em um documentário alemão. Alega-se que a igreja esteja no local do Calvário e no Túmulo de Jesus.

Jerusalém foi o primeiro centro da igreja, de acordo com o Livro de Atos e de acordo com a Enciclopédia Católica, a localização da "primeira igreja cristã". Os apóstolos viveram e ensinaram lá por algum tempo após o Pentecostes. Tiago, o justo era um líder na igreja, e seus outros parentes provavelmente ocuparam posições de liderança na área circundante após a destruição da cidade até sua reconstrução como Élia Capitolina, c. 130, quando todos os judeus foram banidos da cidade.
Em cerca do ano 50, Barnabé e Paulo foram a Jerusalém para se encontrar com os "pilares da igreja",  Tiago, Pedro e João. Mais tarde, convocou o Concílio de Jerusalém, segundo os cristãos paulinos, esta reunião (entre outras coisas) confirmou a legitimidade da missão de Barnabé e Paulo aos gentios, e a liberdade dos gentios convertidos da maioria leis mosaicas, especialmente a circuncisão, que era repulsiva para a mente helênica. Assim, o decreto apostólico (Atos 15, 19-21) pode ser um grande ato de diferenciação da Igreja de suas raízes judaicas embora o decreto possa simplesmente ser paralelo à lei judaica de Noé e, portanto, ser uma comunalidade e não um diferencial. Aproximadamente no mesmo período, o judaísmo rabínico tornou ainda mais rigorosa a exigência de circuncisão dos meninos judeus.
Quando Pedro saiu de Jerusalém, depois de Herodes Agripa I, tentar matá-lo, Tiago aparece como a principal autoridade. Clemente de Alexandria (c. 150-215) o chamou de bispo de Jerusalém. Um historiador da igreja do século II, Hegésipo, escreveu que o Sinédrio o martirizou em 62.
Em 66, os judeus se revoltaram contra Roma. Roma sitiou Jerusalém por quatro anos e a cidade caiu em 70. A cidade, incluindo o templo, foi destruída e a população foi principalmente morta ou removida. Segundo uma tradição registrada por Eusébio e Epifânio de Salamina, a igreja de Jerusalém fugiu para Pella na eclosão da Primeira Revolta Judaica. Segundo Epifânio de Salamina, o Cenáculo sobreviveu pelo menos à visita de Adriano em 130. Uma população dispersa sobreviveu. O Sinédrio se mudou para Jâmnia. Profecias da destruição do Segundo Templo são encontradas nos sinóticos, especificamente no Discurso do Monte das Oliveiras.
No século II, Adriano reconstruiu Jerusalém como uma cidade pagã chamada Élia Capitolina, erguendo estátuas de Júpiter e de si mesmo no local do antigo templo judaico, o Monte do Templo. Bar Cochba liderou uma revolta sem sucesso como Messias, mas os cristãos se recusaram a reconhecê-lo como tal. Quando Bar Cochba foi derrotado, Adriano barrou judeus da cidade, exceto no dia de Tisha B'Av, assim os bispos subsequentes de Jerusalém foram gentios ("incircuncisos") pela primeira vez.
O significado geral de Jerusalém para os cristãos entrou em um período de declínio durante a perseguição aos cristãos no Império Romano. De acordo com a Enciclopédia Católica, acredita-se tradicionalmente que os cristãos de Jerusalém esperavam as guerras judaico-romanas (66-135) em Pella, em Decápolis. Os bispos de Jerusalém tornaram-se sufragistas (subordinados) do bispo metropolitano na próxima Cesareia, interesse em Jerusalém foi retomado com a peregrinação de Helena (a mãe de Constantino, o Grande) à Terra Santa c. 326-28. Segundo o historiador da igreja Sócrates de Constantinopla, Helena (com a assistência do bispo Macário de Jerusalém) afirmou ter encontrado a cruz de Cristo, depois de remover um templo de Vênus (atribuído a Adriano) que havia sido construído sobre o local. (Por esse motivo, ela é vista como a santa padroeira dos arqueólogos). Jerusalém recebeu um reconhecimento especial no cânon VII de Niceia em 325. A data de fundação tradicional da Irmandade do Santo Sepulcro (que guarda os lugares sagrados cristãos na Terra Santa ) é 313, que corresponde à data do edito de Milão que legalizou o Cristianismo no Império Romano. Mais tarde, Jerusalém foi nomeada como uma das Pentarquias, mas isso nunca foi aceito pela igreja de Roma. Veja também Cisma Leste-Oeste # Perspectivas de reconciliação.

### Antioquia

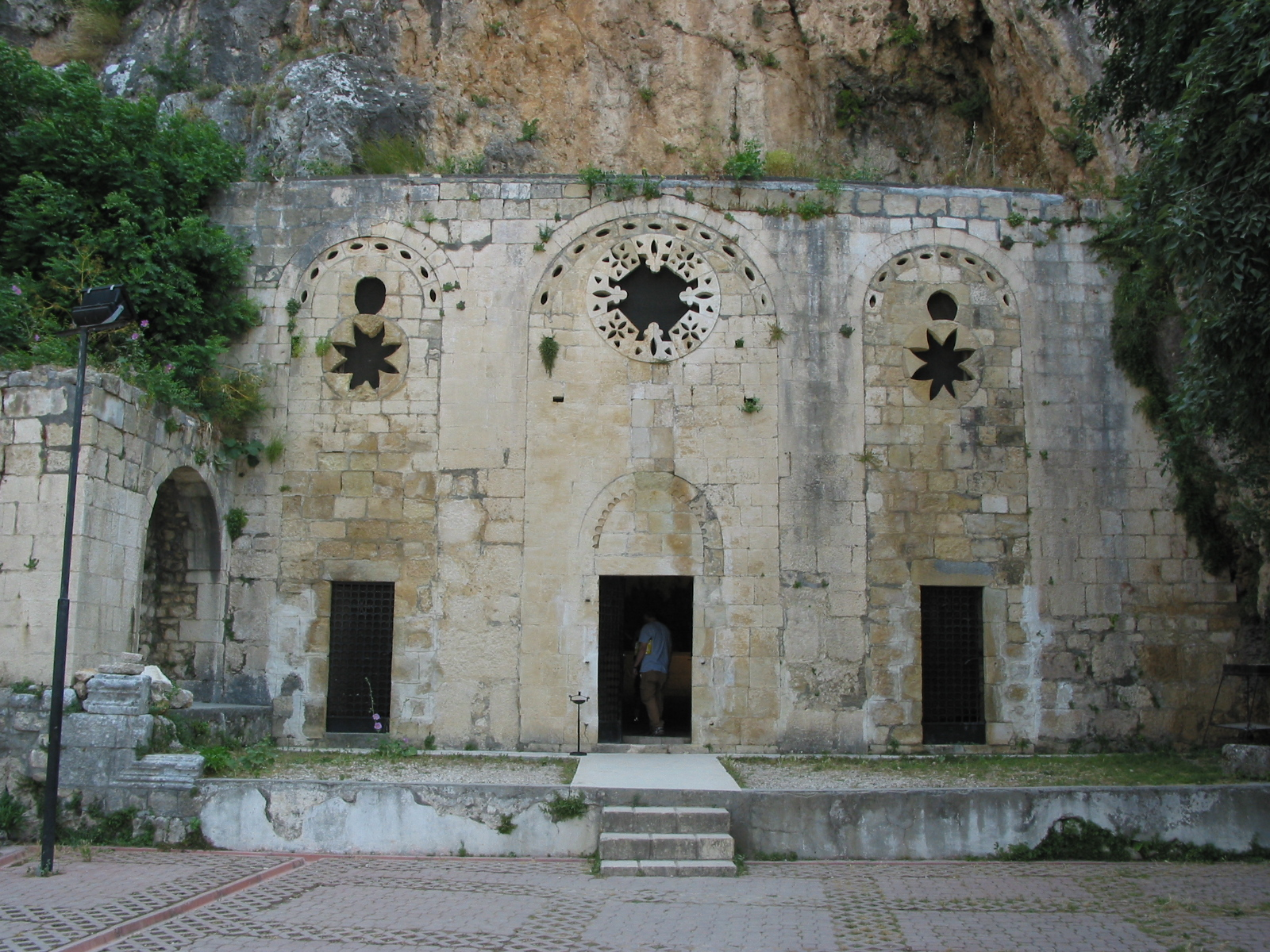
A Igreja de São Pedro, perto de Antioquia, na Turquia, disse ser o local onde São Pedro pregou o Evangelho pela primeira vez em Antioquia romana.

Antioquia, um importante centro da Grécia helenística e a terceira cidade mais importante do Império Romano, então parte da província da Síria, hoje uma ruína perto de Antáquia, na Turquia, foi onde os cristãos foram chamados primeiro de cristãos e também a localização do incidente em Antioquia. Era o local de uma igreja primitiva, tradicionalmente considerada fundada por Pedro, considerado o primeiro bispo. O Evangelho de Mateus e as Constituições Apostólicas podem ter sido escritos lá. O pai da igreja, Inácio de Antioquia, foi seu terceiro bispo. A Escola de Antioquia, fundada em 270, foi um dos dois principais centros de aprendizado da igreja primitiva. Os Evangelhos Curetonianos e o Sinaiticus Siríaco são dois tipos de texto do Novo Testamento anteriores (pré- Peshitta) associados ao Cristianismo Siríaco. Foi um dos três cujos bispos foram reconhecidos no Primeiro Concílio de Niceia (325) como exercendo jurisdição sobre os territórios adjacentes.

### Alexandria
Alexandria, no delta do Nilo, foi estabelecida por Alexandre, o Grande. Suas famosas bibliotecas eram um centro de aprendizado helenístico. A tradução da Septuaginta do Antigo Testamento começou lá e o tipo de texto alexandrino é reconhecido pelos estudiosos como um dos primeiros tipos do Novo Testamento. Tinha uma população judaica significativa, da qual Fílon de Alexandria é provavelmente o autor mais conhecido. Produziu escrituras superiores e pais notáveis da igreja, como Clemente, Orígenes e Atanásio, também dignos de nota foram os Pais do Deserto nas proximidades. No final da era, Alexandria, Roma e Antioquia receberam autoridade sobre os metropolitanos próximos. O Concílio de Niceia, no cânon VI, afirmou a autoridade tradicional de Alexandria sobre o Egito, a Líbia e Pentápolis (África do Norte) ( diocese do Egito) e provavelmente concedeu a Alexandria o direito de declarar uma data universal para a observância da Páscoa (Controvérsia da Páscoa). Alguns postulam, no entanto, que Alexandria não era apenas um centro do Cristianismo, mas também um centro de seitas gnósticas baseadas em cristãos.

### Asia menor

Mapa da Anatólia Ocidental mostrando as " Sete Igrejas da Ásia " e a ilha grega de Patmos.

A tradição do João Apóstolo era forte na Anatólia (o Oriente próximo, parte da Turquia moderna, a parte ocidental era chamada província romana da Ásia). A autoria das obras joaninas ocorreu tradicionalmente e plausivelmente em Éfeso, c. 90–110, embora alguns estudiosos defendam uma origem na Síria. De acordo com o Novo Testamento, o apóstolo Paulo era de Tarso (no centro-sul da Anatólia) e suas viagens missionárias eram principalmente na Anatólia. O livro do Apocalipse, que se acredita ser de autoria de João de Patmos (uma ilha grega a cerca de 48 quilômetros da costa da Anatólia), menciona sete igrejas da Ásia. A Primeira Epístola de Pedro (1,1–2 ) é dirigida às regiões da Anatólia. Na costa sudeste do Mar Negro, o Ponto era uma colônia grega mencionada três vezes no Novo Testamento. Os habitantes do Ponto foram alguns dos primeiros convertidos ao Cristianismo. Plínio, governador em 110, em suas cartas, dirigiu-se aos cristãos em Ponto. Das cartas existentes de Inácio de Antioquia consideradas autênticas, cinco das sete são para cidades da Anatólia, a sexta é para Policarpo. Esmirna era o lar de Policarpo, o bispo que supostamente conhecia o apóstolo João pessoalmente, e provavelmente também de seu discípulo Irineu. Acredita-se também que Papias de Hierápolis tenha sido aluno do apóstolo João. No século II, a Anatólia era o lar do quartodecimanismo, montanismo, Marcião de Sinope e Melitão de Sardes, que gravaram um cânone bíblico cristão primitivo. Após a crise do século III, a Nicomédia tornou-se a capital do Império Romano do Oriente em 286. O Sínodo de Ancira foi realizado em 314. Em 325, o imperador Constantino convocou o primeiro concílio ecumênico cristão em Niceia e em 330 mudou a capital do império reunificado para Bizâncio (também um antigo centro cristão e do outro lado do Bósforo da Anatólia, mais tarde chamado Constantinopla), conhecido como Império Bizantino, que durou até 1453. Os primeiros sete Concílios Ecumênicos foram realizados na Anatólia Ocidental ou através do Bósforo em Constantinopla.

### Cesareia

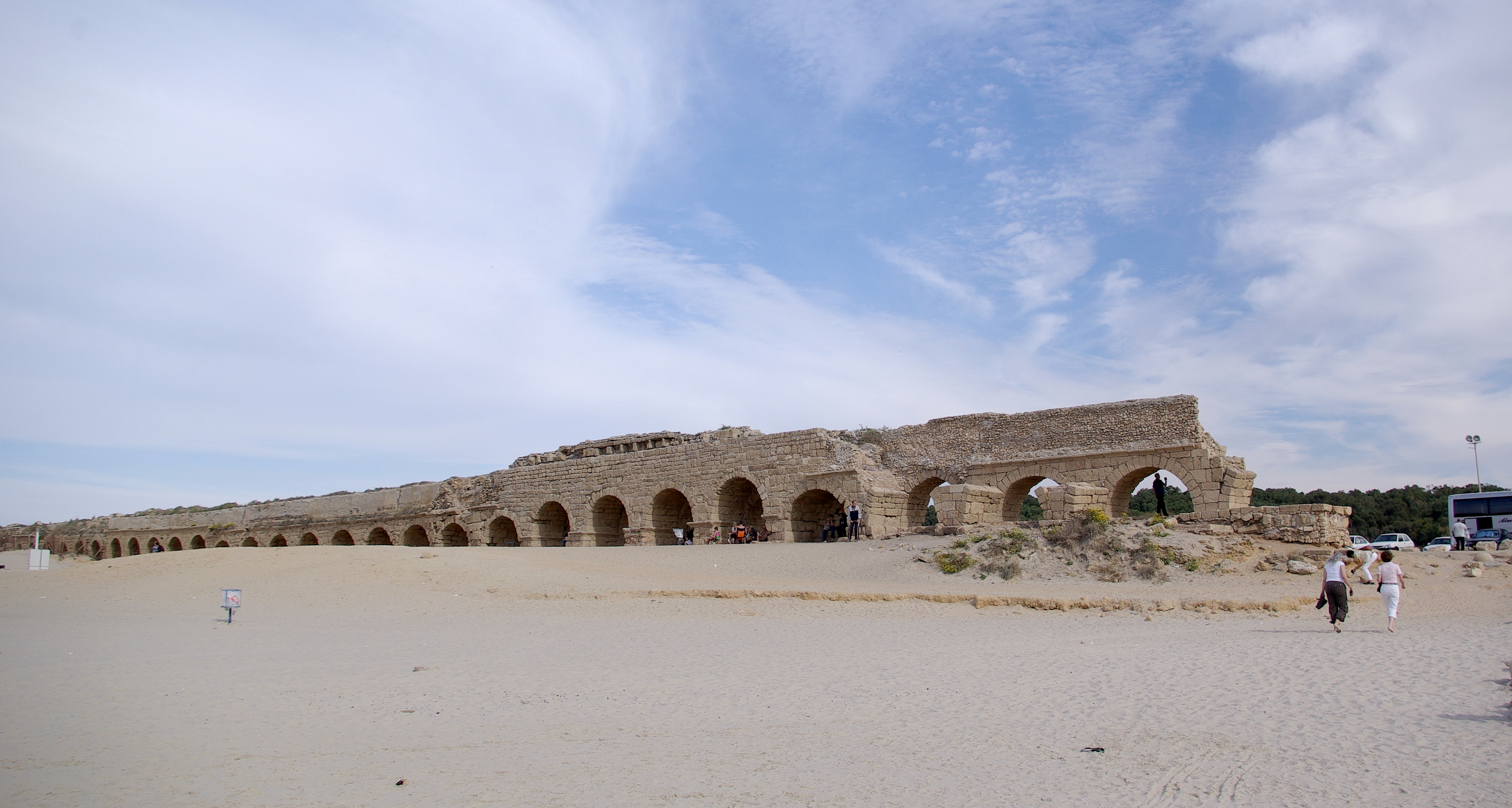
Restos do antigo aqueduto romano em Cesareia Marítima.

Cesareia, no litoral a noroeste de Jerusalém, a princípio Cesareia Marítima, depois de 133 Cesareia da Palestina, foi construída por Herodes, o Grande, c. 25−13 a.C., e foi a capital da província da romana da Judeia (6–132) e, mais tarde, Palestina Prima. Foi lá que Pedro batizou o centurião Cornélio, considerado o primeiro gentio convertido. O apóstolo Paulo procurou refúgio lá, uma vez que ficou na casa de Filipe, o Evangelista, como também lá ficou preso por dois anos (estimado em 57–59). As Constituições Apostólicas (7.46) afirmam que o primeiro Bispo de Cesareia foi Zaqueu, o publicano, mas a Enciclopédia Católica afirma que: "... não há registro de bispos de Cesareia até o século II. No final deste século, um concílio [regional] foi realizado lá para regular a celebração da Páscoa."  De acordo com outro artigo da Enciclopédia Católica, após o cerco de Adriano a Jerusalém (c.133), Cesareia se tornou a cidade metropolitana com o bispo de Jerusalém como um de seus "sufragistas" (subordinados). Orígenes (254) compilou seu Hexapla lá e realizou uma famosa biblioteca e escola teológica, Santo Pânfilo (f.309) era um notável erudito-sacerdote. São Gregório, o trabalhador das maravilhas (f.270), São Basílio o Grande (f.379) e São Jerônimo (f.420) visitaram e estudaram na biblioteca que foi destruída mais tarde, provavelmente pelos persas em 614 ou os sarracenos por volta de 637. O primeiro historiador importante da igreja, Eusébio de Cesareia, foi bispo, c. 314-339. F.J.A. Hort e Adolf von Harnack argumentaram que o Credo Niceno se originou em Cesareia. O tipo de texto cesariano é reconhecido por muitos estudiosos do texto como um dos primeiros tipos do Novo Testamento.

### Chipre

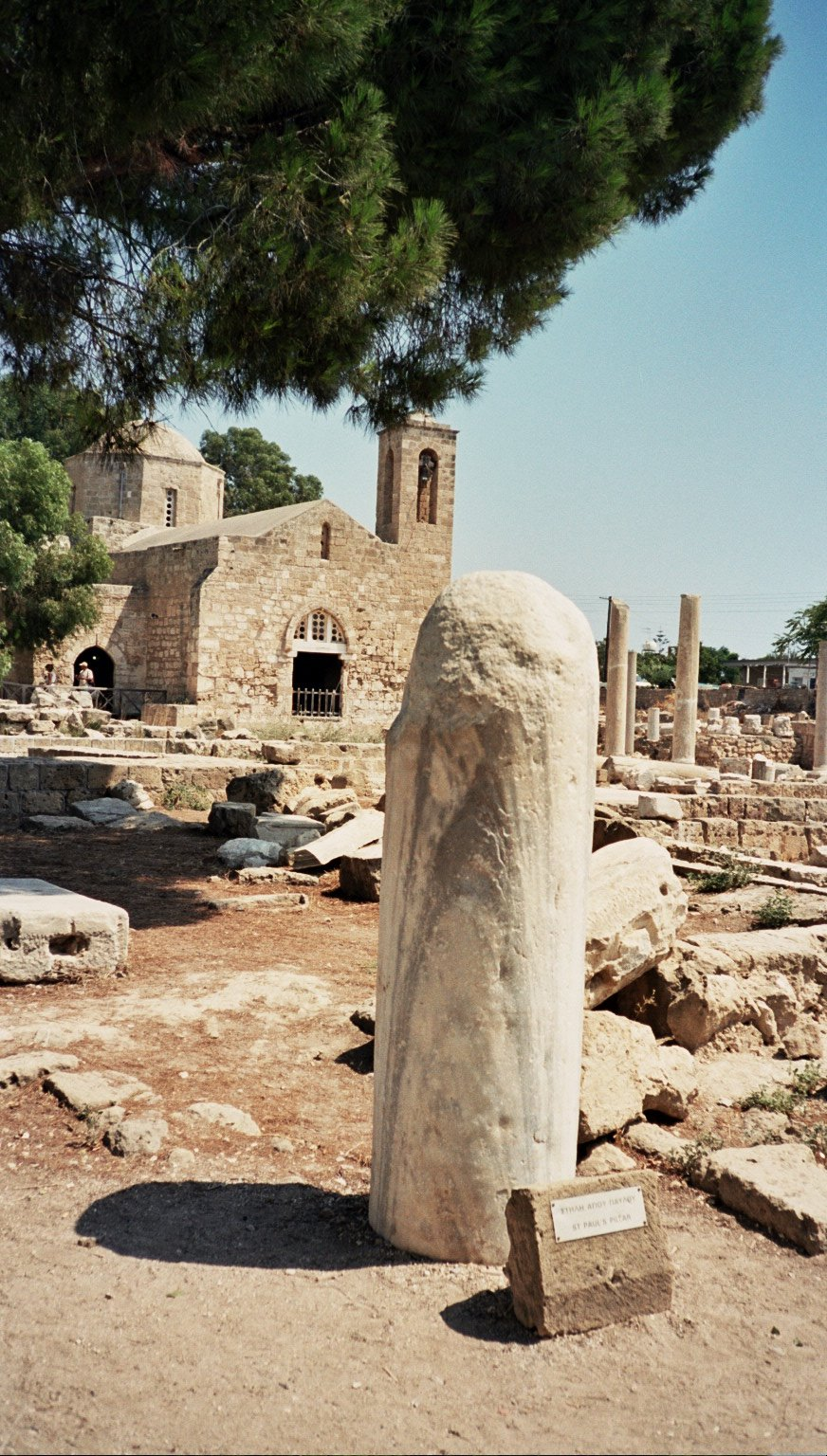
Pilar de São Paulo em Pafos

Pafos foi a capital da ilha de Chipre durante os anos romanos e sede de um comandante romano. Em 45 d.C., os apóstolos Paulo e Barnabé (de acordo com a Enciclopédia Católica "um nativo da ilha") chegaram a Chipre e alcançaram Pafos pregando a Palavra de Cristo (Atos 13, 4-13). Segundo Atos, os apóstolos foram perseguidos pelos romanos, mas conseguiram convencer o comandante romano Sérgio Paulo a renunciar à sua antiga religião em favor do Cristianismo. Barnabé é tradicionalmente identificado como o fundador da Igreja Ortodoxa Cipriota.

### Damasco

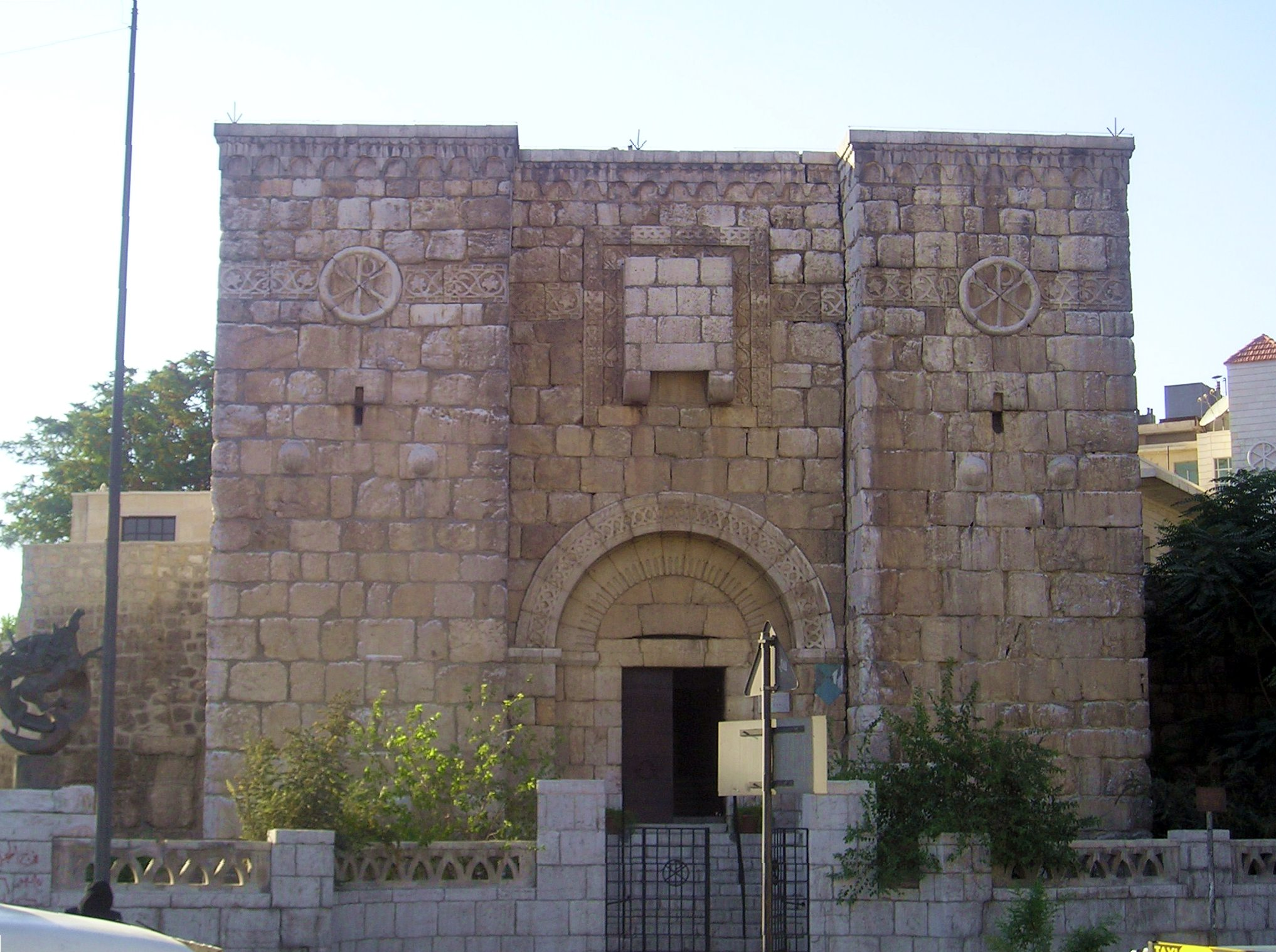
A Capela de São Paulo, disse Bab Kisan, onde São Paulo escapou da Velha Damasco

Damasco é a capital da Síria e afirma ser a cidade mais antiga e continuamente habitada do mundo. Segundo o Novo Testamento, o apóstolo Paulo foi convertido no caminho para Damasco. Nos três relatos (atos 9,1-20; 22,1-22 e 26,1-24), ele é descrito como sendo liderado por aqueles com quem estava viajando, cego pela luz, para Damasco, onde sua visão foi restaurada por um discípulo chamado Ananias (que, segundo a Enciclopédia Católica, acredita-se ter sido o primeiro bispo de Damasco), e por meio dele Paulo foi batizado.

### Grécia
Tessalônica, a principal cidade do norte da Grécia, onde se acredita que o Cristianismo foi fundado por Paulo, portanto uma Sé Apostólica, e as regiões vizinhas da Macedônia, Trácia e Epiro, que também se estendem aos estados vizinhos dos Balcãs na Albânia e na Bulgária, foram os primeiros centros do Cristianismo. Digno de nota são as epístolas de Paulo aos tessalonicenses e a Filipos, que costuma ser considerado o primeiro contato do Cristianismo com a Europa. O Padre Apostólico Policarpo escreveu uma carta aos Filipenses (c.125).
Nicópolis era uma cidade na província romana de Epiro Veto, hoje uma ruína na parte norte da costa ocidental da Grécia. De acordo com a Enciclopédia Católica: "São Paulo pretendia ir para lá (Tito 3,12) e é possível que, mesmo assim, tenha numerado alguns cristãos entre sua população; Orígenes (c. 185-254) permaneceu ali por um tempo (Eusébio, História da Igreja VI.16)".
A antiga Corinto, hoje uma ruína próxima à moderna Corinto no sul da Grécia, foi um dos primeiros centros do Cristianismo. Segundo a Enciclopédia Católica: "São Paulo pregou com sucesso em Corinto, onde morava na casa de Áquila e Priscila (Atos 18,1), onde Silas e Timóteo logo se juntaram a ele. Após sua partida, ele foi substituído por Apolo, que fora enviado de Éfeso por Priscila. O apóstolo visitou Corinto pelo menos mais uma vez. Ele escreveu aos coríntios em 57 de Éfeso e depois da Macedônia no mesmo ano, ou em 58 . A famosa carta de São Clemente de Roma à igreja de Corinto (cerca de 96) exibe as primeiras evidências sobre o primado eclesiástico da Igreja Romana. Além de São Apolo, Michel Le Quien (II, 155) menciona quarenta e três bispos: entre eles, São Sóstenes (?), O discípulo de São Paulo, São Dionísio; Paulo, irmão de São Pedro..."
Atenas, a capital e maior cidade da Grécia, foi visitada por Paulo. De acordo com a Enciclopédia Católica: Paulo "chegou a Atenas da Bereia da Macedônia, chegando provavelmente por água e desembarcando nos Peiræevs, o porto de Atenas. Isso foi por volta do ano 53. Chegando a Atenas, ele imediatamente chamou Silas e Timóteo, que haviam ficado para trás na Bereia. Enquanto aguardava a chegada deles, ele ficou em Atenas, vendo a cidade idólatra e frequentando a sinagoga; pois já havia judeus em Atenas. ...Parece que uma comunidade cristã se formou rapidamente, embora por um tempo considerável não possuísse numerosos membros. A tradição mais comum nomeia o Areopagita como o primeiro chefe e bispo dos atenienses cristãos. Outra tradição, no entanto, confere essa honra a  Hieroteu , o Thesmothete. Os sucessores do primeiro bispo não eram todos atenienses por linhagem. Eles são catalogados como Narkissos, Públio e Quadrado. Afirma-se que Narkissos veio da Palestina e Públio de Malta . Em algumas listas, Narkissos é omitido. Quadrado é reverenciado por ter contribuído para a literatura cristã primitiva escrevendo um apologia, que dirigiu ao imperador Adriano. Isso foi por ocasião da visita de Adriano a Atenas. Aristeides dedicou uma apologia ao imperador Adriano por volta de 134. Atenágoras também escreveu uma apologia. No segundo século, deve ter havido uma considerável comunidade de cristãos em Atenas, pois Higino, bispo de Roma, escreveu uma carta à comunidade no ano 139."
Gortyn, em Creta, era aliada de Roma e, portanto, capital de romana em Creta e Cirenaica . Acredita-se que São Tito tenha sido o primeiro bispo. A cidade foi saqueada pelo pirata Abu Hafs em 828.

### Trácia
O apóstolo Paulo, pregou na Macedônia e também em Filipos, localizado na Trácia, na costa do mar da Trácia. Segundo Hipólito de Roma, o Apóstolo André pregou na Trácia, na costa do Mar Negro e ao longo do curso inferior do rio Danúbio. A propagação do Cristianismo entre os trácios e o surgimento de centros do Cristianismo como Serdica (atual Sofia), Philippopolis (atual Plovdiv) e Durostorum provavelmente teriam começado com essas primeiras missões apostólicas. O primeiro mosteiro cristão na Europa foi fundado na Trácia, em 344, por Santo Atanásio, perto de Cirpan, na Bulgária, após o Concílio de Serdica.

### Líbia
Cirene e a região circundante de Cirenaica ou a "Pentápolis" norte-africana, ao sul do Mediterrâneo da Grécia, a parte nordeste da moderna Líbia, eram uma colônia grega no norte da África mais tarde convertida em uma província romana. Além de gregos e romanos, havia também uma população judaica significativa, pelo menos até a Guerra de Kitos (115-117). De acordo com Marcos 15,21, Simão de Cirene ajudou a carregar a cruz de Jesus. Os cirenos também são mencionados em Atos 2,10; 6,9, 11,20 e 13,1. Segundo a Enciclopédia Católica : "Lequien menciona seis bispos de Cirene e, segundo a lenda bizantina, o primeiro foi São Lúcio (Atos 13,1); São Teodoro sofreu o martírio sob Diocleciano" (284-305).

## Império Romano do Ocidente

### Roma

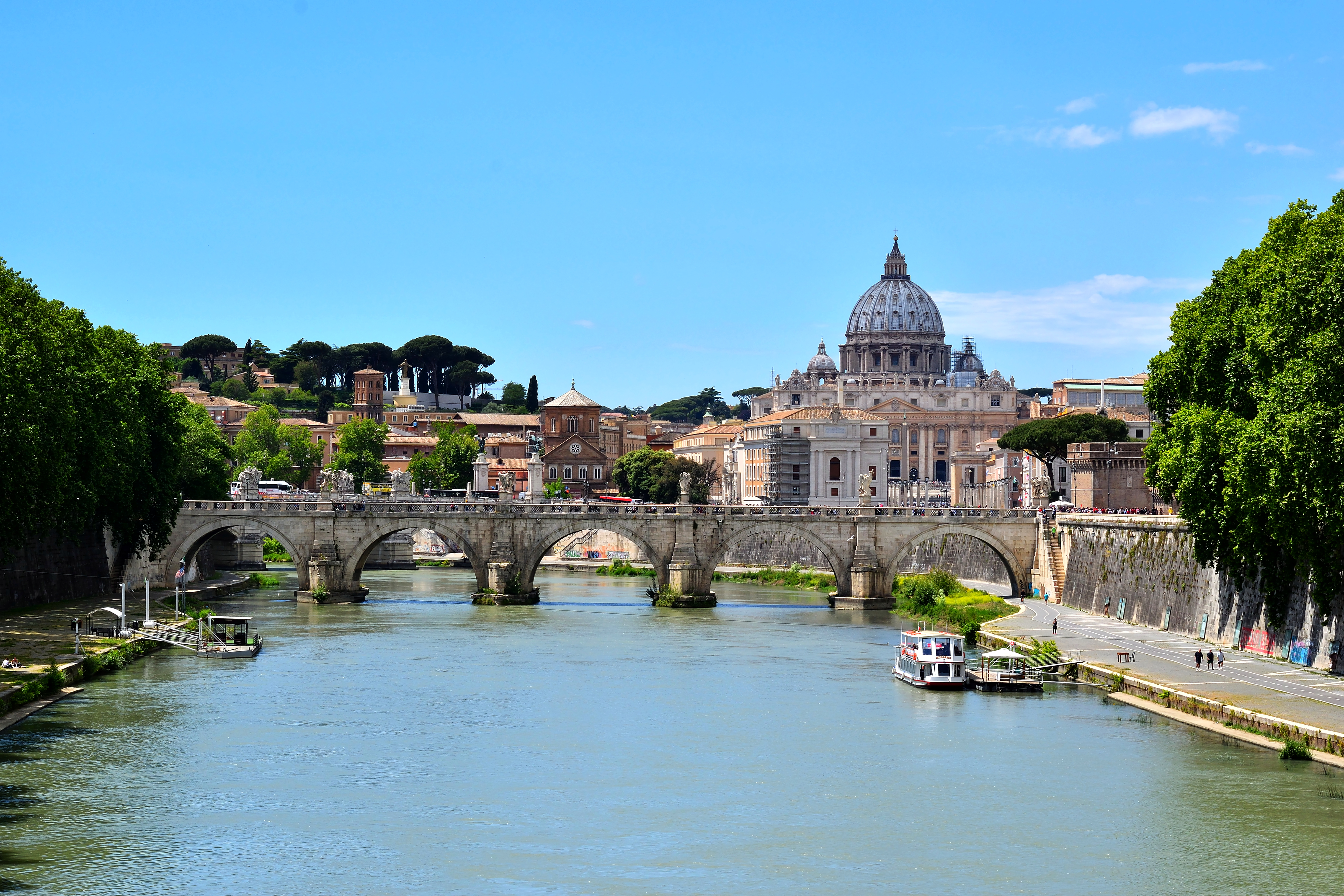
Basílica de São Pedro, que se acredita ser o local do enterro de São Pedro, visto do rio Tibre

É difícil determinar exatamente quando os cristãos apareceram pela primeira vez em Roma (ver Godfearers, Prosélito e História dos Judeus no Império Romano para o histórico). Os Atos dos Apóstolos afirmam que o casal cristão judeu Priscila e Áquila havia recentemente chegado de Roma a Corinto quando, por volta do ano 50, Paulo chegou à última cidade, indicando que a crença em Jesus em Roma havia precedido Paulo.
Os historiadores consistentemente consideram que Pedro e Paulo foram martirizados em Roma sob o reinado de Nero em 64, após o Grande Incêndio de Roma que, segundo Tácito, o Imperador culpou os cristãos. No século II, Irineu de Lyon, refletindo a visão antiga de que a igreja não poderia estar totalmente presente em nenhum lugar sem um bispo, registrou que Pedro e Paulo haviam sido os fundadores da Igreja em Roma e nomearam Lino como bispo.
No entanto, Irineu não diz que Pedro ou Paulo eram "bispos" da Igreja em Roma e vários historiadores questionaram se Pedro passou muito tempo em Roma antes de seu martírio. Enquanto a igreja em Roma já estava florescendo quando Paulo escreveu sua Epístola aos Romanos a partir de Corinto (c.58) ele atesta uma grande comunidade cristã já lá e cumprimenta cerca de cinquenta pessoas em Roma pelo nome, mas não Pedro, a quem ele conhecia. Também não há menção a Pedro em Roma mais tarde, durante os dois anos de Paulo em Ato 28, por volta de 60–62. Provavelmente, ele não passou nenhum tempo importante em Roma antes de 58, quando Paulo escreveu aos romanos, e assim pode ter sido apenas nos anos 60 e relativamente pouco antes do seu martírio que Pedro veio à capital.
Oscar Cullmann rejeitou fortemente a alegação de que Pedro começou a sucessão papal  e conclui que, embora Pedro fosse o chefe original dos apóstolos, Pedro não foi o fundador de nenhuma sucessão visível da igreja.

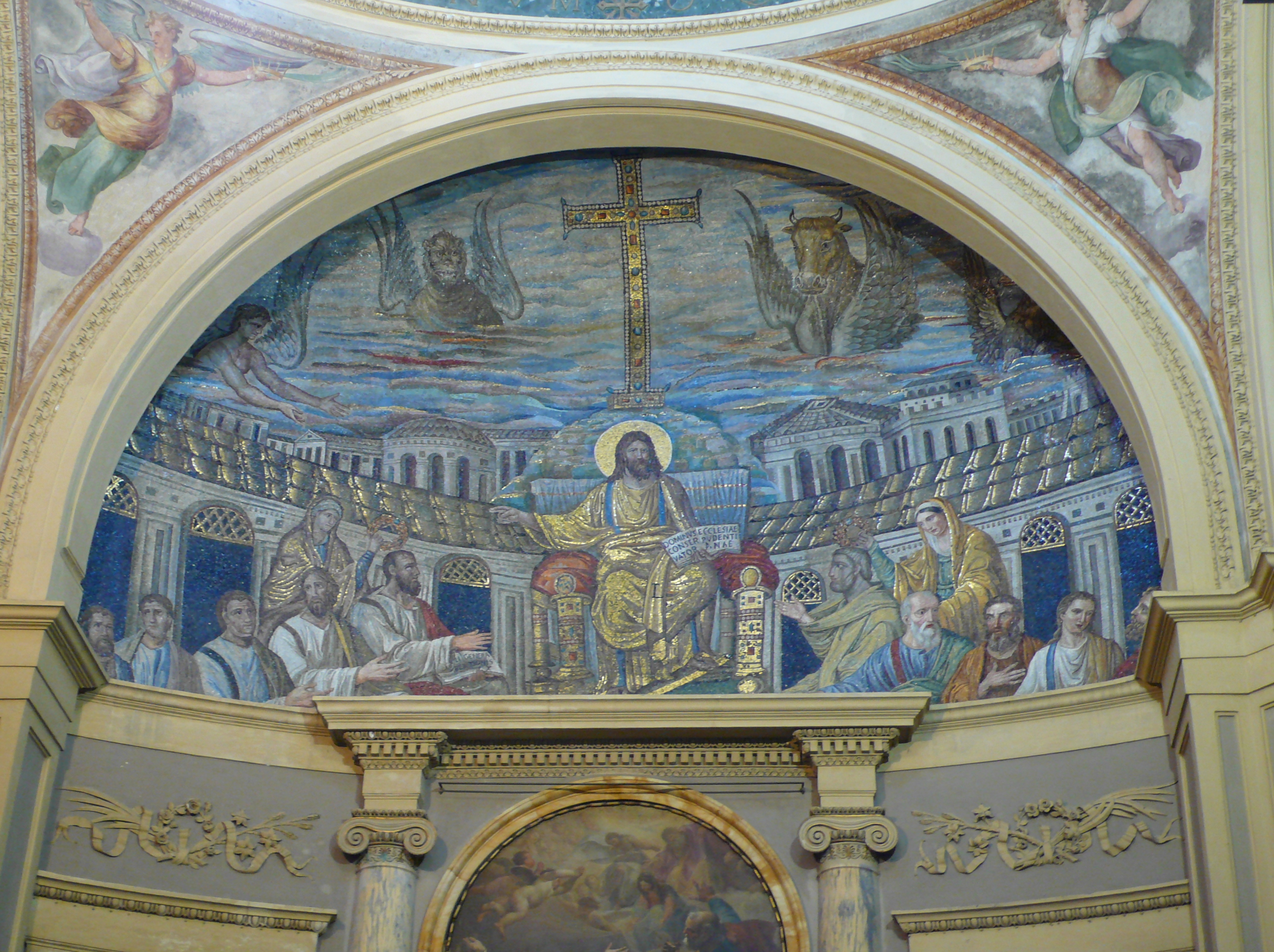
Uma cena mostrando Cristo Pantocrator de um mosaico romano na igreja de Santa Pudenziana em Roma,

A sede original do poder imperial romano logo se tornou um centro de autoridade da igreja, cresceu em poder década a década e foi reconhecida durante o período dos Sete Concílios Ecumênicos, quando a sede do governo foi transferida para Constantinopla, como a "cabeça" da Igreja.
Roma e Alexandria, que por tradição detinham autoridade sobre as vistas fora de sua própria província, ainda não eram chamadas de patriarcados.
Os primeiros bispos de Roma eram todos de língua grega, sendo os mais notáveis: o Papa Clemente I (c. 88-97), autor de uma Epístola à Igreja em Corinto; Papa Telésforo (c. 126–136), provavelmente o único mártir entre eles; Papa Pio I (c. 141–154), declarado pelo fragmento muratoriano como irmão do autor do pastor de Hermas; e o papa Aniceto (c. 155-160), que recebeu São Policarpo e discutiu com ele a data da Páscoa.
O papa Victor I (189–198) foi o primeiro escritor eclesiástico conhecido por ter escrito em latim; no entanto, suas únicas obras existentes são suas encíclicas, que naturalmente seriam publicadas em latim e em grego.
Os textos do Novo Testamento grego foram traduzidos para o latim desde o início, bem antes de Jerônimo, e são classificados como o Vetus Latina e tipo de texto Ocidental.
Durante o século II, cristãos e semi-cristãos de diversas visões se reuniram em Roma, notadamente Marcião e Valentim, e no século III houve cismas relacionados com Hipólito de Roma e Novaciano.
A igreja romana sobreviveu a várias perseguições. Entre os cristãos proeminentes executados como resultado de sua recusa em realizar atos de adoração aos deuses romanos, conforme ordenado pelo imperador Valeriano em 258, estavam Cipriano, bispo de Cartago. A última e mais severa das perseguições imperiais foi a de Diocleciano, em 303; eles terminaram em Roma e no Ocidente em geral, com a adesão de Maxêncio em 306.

### Cartago
Cartago, na província romana da África, ao sul do Mediterrâneo, a partir de Roma, deu à igreja primitiva os pais latinos Tertuliano (c. 120 – c. 220) e Cipriano (f. 258). Cartago caiu para o Islã em 698.

### Gália do Sul

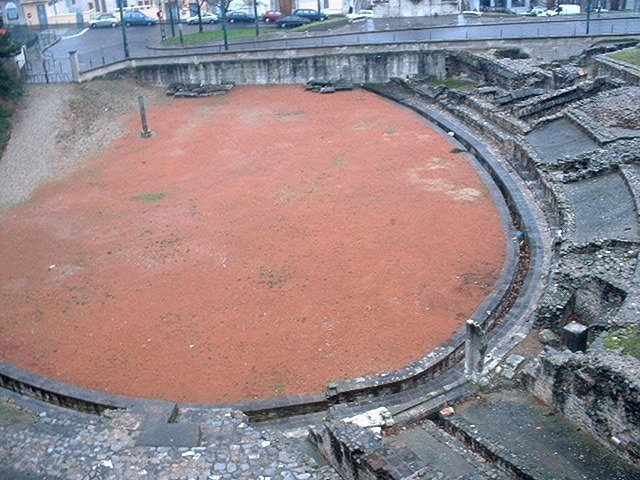
Amphithéâtre des Trois-Gaules, em Lyon. O poste na arena é um memorial às pessoas mortas durante a perseguição.

A costa mediterrânea da França e o vale do Ródano, então parte romana Gallia Narbonense, foram os primeiros centros do Cristianismo. As principais cidades são Arles, Avignon, Vienne, Lyon e Marselha (a cidade mais antiga da França). A perseguição em Lyon ocorreu em 177. O Padre Apostólico Irineu, da Esmirna da Anatólia, foi bispo de Lyon perto do final do século II e afirmou que Santo Potino era seu antecessor. O Conselho de Arles em 314 é considerado um precursor dos conselhos ecumênicos. A teoria de Efesina atribui o Rito Galicano a Lyon.

### Itália fora de Roma

#### Aquileia
A antiga cidade romana de Aquileia, à beira do mar Adriático, hoje um dos principais sítios arqueológicos do norte da Itália, foi um dos primeiros centros do Cristianismo que se diz ter sido fundado por Marcos antes de sua missão em Alexandria. Acredita-se que Hermágoras de Aquileia seja seu primeiro bispo. O Rito Aquiliano está associado a Aquileia.

#### Milão
Acredita-se que a Igreja de Milão, no noroeste da Itália, foi fundada pelo apóstolo Barnabé no século I. Gervásio e Protásio e outros foram martirizados lá. Há muito tempo mantém seu próprio rito conhecido como Rito Ambrosiano atribuído a Ambrósio (nascido em 330), que foi bispo em 374-397 e uma das figuras eclesiásticas mais influentes do século IV. Duchesne argumenta que o Rito Galicano se originou em Milão.

#### Siracusa e Calábria
Siracusa foi fundada por colonos gregos em 733 ou 734 a.C., parte da Magna Grécia. Segundo a Enciclopédia Católica: "Siracusa afirma ser a segunda Igreja fundada por São Pedro, depois da de Antioquia. Ele também afirma que São Paulo pregou lá. ...Nos tempos de São Cipriano (meados do século III), o Cristianismo certamente floresceu em Siracusa, e as catacumbas mostram claramente que esse foi o caso no segundo século". Do outro lado do estreito de Messina, a Calábria no continente também foi provavelmente um dos primeiros centros do Cristianismo.

### Malta

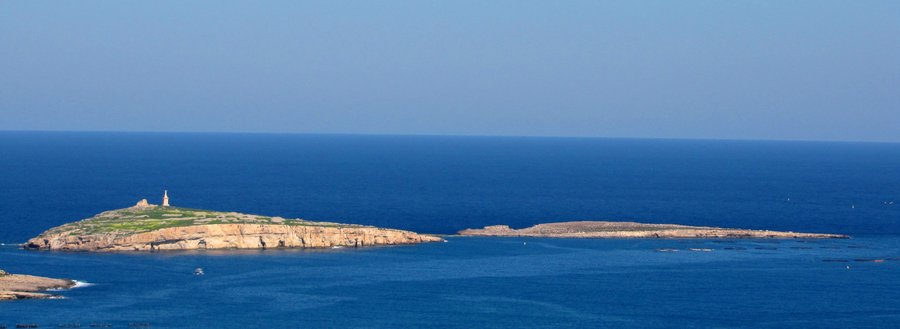
Ilhas São Paulo, perto da Baía de São Paulo, tradicionalmente identificadas como o local em que São Paulo naufragou

De acordo com Atos, Paulo foi naufragado e ministrado em uma ilha que alguns estudiosos identificaram como Malta (uma ilha ao sul da Sicília) por três meses, período durante o qual ele teria sido mordido por uma víbora venenosa e sobreviveu (Atos 27,2942; 28,-11), um evento geralmente datado de 60 d.C. Paulo foi autorizado a passar de Cesareia Marítima a Roma por Pórcio Festo, procurador da Província da Judeia, para ser julgado perante o Imperador. Muitas tradições estão associadas a esse episódio, e as catacumbas em Rabat testemunham uma comunidade cristã primitiva nas ilhas. Segundo a tradição, Públio, o governador romano de Malta na época do naufrágio de São Paulo, tornou-se o primeiro bispo de Malta após sua conversão ao Cristianismo. Depois de governar a Igreja de Malta por trinta e um anos, Públio foi transferido para a Sé de Atenas em 90 d.C., onde foi martirizado em 125 d.C. Há poucas informações sobre a continuidade do Cristianismo em Malta nos anos subsequentes, embora a tradição diga que havia uma linha contínua de bispos desde os dias de São Paulo até a época do imperador Constantino.

### Salona
Salona, capital da província romana da Dalmácia, na costa oriental do Mar Adriático, foi um antigo centro do Cristianismo e hoje é uma ruína na Croácia moderna. Segundo a Enciclopédia Católica, era onde: "...Tito, o discípulo de São Paulo, pregou, onde os seguidores de Jesus Cristo derramaram seu sangue como mártires e onde foram descobertos belos exemplos de basílicas e outras esculturas cristãs primitivas". Segundo o artigo da Enciclopédia Católica sobre a Dalmácia: "Salona se tornou o centro a partir do qual o Cristianismo se espalhou. Na Panônia, Santo Andrônico fundou a Sé de Sírio (Mitrovica) e, posteriormente, as de Síscia e Mursia. A perseguição cruel de Diocleciano, que era dálmata de nascimento, deixou numerosos vestígios na Velha Dalmácia e na Panônia. São Quirino, bispo de Síscia, morreu mártir em 303 d.C. São Jerônimo nasceu em Strido, uma cidade na fronteira da Panônia e Dalmácia."

### Sevilha
Sevilha era a capital da Hispânia Bética ou província romana do sul da Espanha. Segundo a Enciclopédia Católica: "... a origem da diocese remonta aos tempos apostólicos, ou pelo menos ao primeiro século de nossa era. St. Gerontius, bispo de Itálica (a cerca de seis quilômetros de Hispalis ou Sevilha), pregou em Bética nos tempos apostólicos, e sem dúvida deve ter deixado um pastor próprio em Sevilha. É certo que em 303, quando as Santas Justa e Rufina, os ceramistas, sofreram o martírio por se recusarem a adorar o ídolo Salambo, havia um bispo de Sevilha,Sabino, que ajudou no Conselho de Elvira (287). Antes disso, Marcelo havia sido bispo, como aparece em um catálogo dos antigos prelados de Sevilha preservados no 'Codex Emilianensis', um manuscrito do ano 1000, agora no Escorial. Quando Constantino trouxe a paz à Igreja, Evódio era bispo de Sevilha; ele se propôs a reconstruir as igrejas em ruínas, entre elas parece ter construído a igreja de São Vicente, talvez a primeira catedral de Sevilha". O Cristianismo primitivo também se espalhou da península ibérica ao sul, através do Estreito de Gibraltar, até a romana Mauritânia Tingitana, com destaque para Marcelo de Tânger, que foi martirizado em 298.

### Grã-Bretanha romana
O Cristianismo atingiu a Grã-Bretanha romana no século III, sendo os primeiros mártires registrados na Grã-Bretanha São Albano de Verulâmio e Júlio e Arão de Caerleon, durante o reinado de Diocleciano (284–305). Gildas datou a chegada da fé à última parte do reinado de Tibério, embora as histórias que a conectam a José de Arimateia, Lúcio ou Fagano sejam agora consideradas falsas piedosas. Restitutus, bispo de Londres, é registrado como participante do Conselho de Arles (314), junto com o bispo de Lincoln e o bispo de Iorque.
A Cristianização se intensificou e evoluiu para o cristianismo celta depois que os romanos deixaram a Grã-Bretanha em 410.

## Fora do Império Romano
O Cristianismo também se espalhou para além do Império Romano durante o período cristão inicial.

### Armênia
Aceita-se que a Armênia tenha se tornado o primeiro país a adotar o Cristianismo como religião de estado. O Cristianismo se tornou a religião oficial da Armênia em 301, quando ainda era ilegal no Império Romano. De acordo com a tradição da igreja, a Igreja Apostólica Armênia foi fundada por Gregório, o Iluminador, do final do terceiro século - início do quarto século, enquanto elas remontam às missões do apóstolo Bartolomeu e do apóstolo Judas Tadeu no século I. Embora há muito se afirme que a Armênia foi o primeiro reino cristão, segundo alguns estudiosos, isso se baseou em uma fonte de Agathangelos intitulada "A História dos Armênios", que foi recentemente redigida, lançando algumas dúvidas.

### Etiópia
Alguns estudiosos afirmam que novas evidências sugerem que a Etiópia foi o primeiro país a adotar o Cristianismo como religião de estado. De acordo com registros escritos na língua Ge'ez, veja também Igreja Ortodoxa Etíope de Tewahedo, a região hoje conhecida como Etiópia convertida ao judaísmo durante o tempo da rainha bíblica de Sabá e Salomão. De acordo com o historiador ocidental do século IV, Rufino de Aquileia, foi Frumêncio quem levou o Cristianismo à Etiópia (cidade de Axum) e serviu como seu primeiro bispo, provavelmente logo após em 325.

### Geórgia
O Cristianismo na Geórgia (antiga Ibéria) remonta ao século IV, se não antes. O rei ibérico, Meribanes III, converteu-se ao Cristianismo, provavelmente em 326.

### Mesopotâmia e o Império Parta
Edessa, que foi detida por Roma de 116 a 118 e 212 a 214, mas era na sua maioria um reino cliente associado a Roma ou à Pérsia, era uma importante cidade cristã. Pouco depois de 201 ou mesmo antes, a sua casa real tornou-se cristã.
Edessa (agora Şanlıurfa), no noroeste da Mesopotâmia, era desde os tempos apostólicos o principal centro do Cristianismo de fala síria. Foi a capital de um reino independente de 132 a 216, quando se tornou tributário de Roma. Celebrada como um importante centro da cultura greco-síria, Edessa também era conhecida por sua comunidade judaica, com prosélitos da família real. Estrategicamente localizado nas principais rotas comerciais do Crescente Fértil, era facilmente acessível a partir de Antioquia, onde foi inaugurada a missão aos gentios. Quando os primeiros cristãos foram espalhados no exterior por causa de perseguição, alguns encontraram refúgio em Edessa. Assim, a igreja edessana traçou sua origem até a era apostólica (que pode ser responsável por seu rápido crescimento), e o Cristianismo se tornou a religião do estado por um tempo.
A Igreja do Oriente teve seu início muito cedo na zona tampão entre os impérios parta e romano na Alta Mesopotâmia, conhecida como Igreja Assíria do Oriente. As vicissitudes de seu crescimento posterior estavam enraizadas em seu status minoritário em uma situação de tensão internacional. Os governantes do Império Parta (250–226 a.C.) eram em geral tolerantes em espírito e, com as fés mais antigas da Babilônia e da Assíria em estado de decadência, o tempo estava maduro para uma nova e vital fé. Os governantes do Segundo Império Persa (226-640) também seguiram uma política de tolerância religiosa para começar, embora mais tarde tenham dado aos cristãos o mesmo estatuto que uma raça sujeita. No entanto, estes governantes também encorajaram o renascimento da antiga fé persa dualista de zoroastrianismo e estabeleceu-a como a religião do Estado, com o resultado de que os cristãos eram cada vez mais sujeitos a medidas repressivas. No entanto, só quando o Cristianismo se tornou a religião do Estado no Ocidente (380) é que a inimizade em relação a Roma se centrou nos cristãos do Oriente. Após a conquista muçulmana no século VII, o califado tolerou outras religiões, mas proibiu o proselitismo e sujeitou os cristãos a pesados impostos.
O missionário Tadeu (Adai) evangelizou a Mesopotâmia (Iraque moderno) em meados do século II. Uma lenda antiga registrada por Eusébio (260–340) e também encontrada em Doutrina de Adai (c. 400) (a partir de informações nos arquivos reais de Edessa) descreve como o rei Abgar V de Edessa comunicou a Jesus, pedindo-lhe que viesse curá-lo, para o que recebeu uma resposta. Diz-se que, após a ressurreição, o Tomé enviou Adai (ou Tadeu de Edessa) ao rei, com o resultado de que a cidade foi conquistada pela fé cristã. Nesta missão, ele foi acompanhado por um discípulo, Mari, e os dois são considerados cofundadores da igreja, de acordo com a Liturgia de Adai e Mari (c. 200), que ainda é a liturgia normal da igreja assíria. A Doutrina de Adai afirma ainda que Tomé era considerado apóstolo da igreja em Edessa.
Adai, que se tornou o primeiro bispo de Edessa, foi sucedido por Agai, depois por Palut, que foi ordenado cerca de 200 por Serapião de Antioquia . Daí veio a nós no século II a famosa Peshitta, ou tradução siríaca do Antigo Testamento; também o Diatessaron de Taciano, que foi compilado por volta de 172 e de uso comum até que São Rábula, bispo de Edessa (412-435), proibiu seu uso. Esse arranjo dos quatro evangelhos canônicos como uma narrativa contínua, cuja língua original pode ter sido siríaca, grega ou mesmo latina, circulou amplamente nas igrejas de língua siríaca.
Um concílio cristão foi realizado em Edessa já em 197. Em 201, a cidade foi devastada por uma grande inundação e a igreja cristã foi destruída. Em 232, os Atos Siríacos foram escritos supostamente no caso das relíquias do apóstolo Tomé serem entregues à igreja em Edessa. Sob o domínio romano, muitos mártires sofreram em Edessa: São Xarbil e São Barsamia, sob Décio; São Gurja, São Xamona, São Habibe e outros sob Diocleciano. Enquanto isso, sacerdotes cristãos de Edessa haviam evangelizado a Mesopotâmia Oriental e a Pérsia e fundado as primeiras igrejas no reino dos sasanianos. Atillâtiâ, bispo de Edessa, participou do Primeiro Concílio de Niceia em 325.

### Pérsia e Ásia Central
Na segunda metade do século II, o Cristianismo havia se espalhado para o leste por toda a mídia, Pérsia, Pártia e Báctria. Os vinte bispos e muitos presbíteros eram mais da ordem dos missionários itinerantes, passando de um lugar para outro como Paulo e suprindo suas necessidades com ocupações como comerciante ou artesão. Em 280, a metrópole de Seleucia assumiu o título de "Católica" e, em 424, um concílio da igreja em Seleucia elegeu o primeiro patriarca a ter jurisdição sobre toda a igreja do Oriente. A sede do Patriarcado foi fixada em Seleucia-Ctesiphon, uma vez que este era um ponto importante nas rotas comerciais Leste-Oeste, que se estendiam tanto à Índia e China, Java e Japão. Assim, a mudança da autoridade eclesiástica se afastou de Edessa, que em 216 se tornara tributária de Roma. O estabelecimento de um patriarcado independente com nove metrópoles subordinadas contribuiu para uma atitude mais favorável do governo persa, que não precisava mais temer uma aliança eclesiástica com o inimigo comum, Roma.
Quando Edessa foi incorporada ao Império Sassânida em 258, a cidade de Arbela, situada no Tigre no atual Iraque, assumia cada vez mais o papel que Edessa havia desempenhado nos primeiros anos, como centro de que o Cristianismo se espalhou para o resto do império persa.
Bardesanes, escrevendo cerca de 196, fala de cristãos em toda a Média, Pártia e Báctria (atual Afeganistão) e, de acordo com Tertuliano (c. 160-230), já havia vários bispados no Império Persa em 220. Em 315, o bispo de Seleucia–Ctesiphon havia assumido o título "Católico". Nessa época, Edessa e Arbela não eram mais o centro da Igreja do Oriente; a autoridade eclesiástica havia se mudado para o leste, no coração do Império Persa. As cidades gêmeas de Seleucia-Ctesiphon, bem situadas nas principais rotas comerciais entre o Oriente e o Ocidente, tornaram-se, nas palavras de John Stewart, "um magnífico centro para a igreja missionária que entrava na sua grande tarefa de levar o evangelho para o Extremo Oriente".
Quando Constantino se converteu ao Cristianismo, e o Império Romano, que antes era violentamente anticristão, tornou-se pró-cristão, o Império Persa, suspeitando de um novo "inimigo interno", tornou-se violentamente anticristão. Dentro de alguns anos, Sapor II (309-379) inaugurou uma perseguição de vinte anos à igreja com o assassinato de Mar Shimun, os católicos de Seleucia-Ctesiphon, 5 bispos e 100 sacerdotes na Sexta-feira Santa, de 344, depois de o Patriarca se ter recusado a cobrar um duplo imposto aos cristãos para ajudar o esforço de guerra persa contra Roma. (Ver cristianismo no Irã).

### Península Arábica
Para entender a penetração da península arábica pelo evangelho cristão, é útil distinguir entre os nômades beduínos do interior, que eram principalmente pastores e não receptivos ao controle estrangeiro, e os habitantes das comunidades assentadas das áreas costeiras e oásis, que eram comerciantes intermediários ou agricultores e eram receptivos a influências do exterior. Aparentemente, o Cristianismo ganhou sua posição mais forte no antigo centro da civilização semítica no sudoeste da Arábia ou no Iêmen (às vezes conhecido como Seba ou Sabá, cuja rainha visitou Salomão). Por causa da proximidade geográfica, a aculturação com a Etiópia sempre foi forte, e a família real atribui sua origem a essa rainha.
A presença de árabes no Pentecostes e a permanência de três anos de Paulo na Arábia sugerem uma testemunha do evangelho muito cedo. Uma história da igreja do século IV afirma que o apóstolo Bartolomeu pregou na Arábia e que os himiaritas estavam entre seus convertidos. A Igreja de Jubail, no que é hoje a Arábia Saudita, foi construída no século IV. As estreitas relações da Arábia com a Etiópia dão significado à conversão do tesoureiro (eunuco) à rainha da Etiópia, sem mencionar a tradição de que o apóstolo Mateus foi designado para esta terra. Eusébio diz que "um Panteno (c. 190) foi enviado de Alexandria como missionário para as nações do Oriente", incluindo o sudoeste da Arábia, a caminho da Índia.

### Núbia
O Cristianismo chegou cedo em Núbia. No Novo Testamento da Bíblia cristã, um oficial do tesouro de "Candace, rainha dos etíopes", retornando de uma viagem a Jerusalém, foi batizado por Filipe, o Evangelista:
Então o anjo do Senhor disse a Filipe: Comece e vá para o sul, pela estrada que desce de Jerusalém a Gaza, que é deserto. E ele se levantou e foi: E eis que um homem da Etiópia, um eunuco de grande autoridade sob Candace, rainha de E-thi-o'pipi-ans, que tinha o controle de todo o seu tesouro, e tinha vindo a Jerusalém para adorar.
A Etiópia naquela época significava qualquer região do alto Nilo. Candace era o nome e talvez o título das rainhas Meroé ou cuxita.
No século IV, o bispo Atanásio de Alexandria consagrou Marcus como bispo de Filas antes de sua morte em 373, mostrando que o Cristianismo havia penetrado permanentemente na região. João de Éfeso registra que um sacerdote monofisista chamado Juliano converteu o rei e seus nobres de Nobatia por volta de 545 e outro reino de Alodia por volta de 569. No século VII, o reino de Macúria se expandiu, tornando-se o poder dominante na região, forte o suficiente para interromper a expansão do sul do Islã depois que os árabes tomaram o Egito. Após várias invasões fracassadas, os novos governantes concordaram com um tratado com Dongola, permitindo a coexistência e o comércio pacíficos. Esse tratado durou 600 anos, permitindo que comerciantes árabes introduzissem o Islã na Núbia e gradualmente substituiu o Cristianismo. O último registro de um bispo está em Qasr Ibrim, em 1372.